# NGCC Caporal McLaren MMV
Le NGCC Corporal McLaren MMV est le sixième navire sur neuf de la série des patrouilleurs de classe Hero de la Garde côtière canadienne. Mis en service en 2013, il avait pour mission principale de faire respecter la législation maritime canadienne dans les eaux territoriales du pays.

## Description
Le navire est un patrouilleur semi-hauturier conçu pour des missions de surveillance, de sécurité et d'application des lois dans les eaux canadiennes. Lancé et mis en service en 2013, il a été construit par Irving Shipbuilding Inc. à partir d’une structure combinant acier et aluminium. Il est immatriculé à Dartmouth, en Nouvelle-Écosse, et opère principalement dans la région de l’Atlantique.
Le navire mesure 42,8 mètres de long, 7 mètres de large et a un tirant d’eau de 2,8 mètres. Sa jauge brute est de 253 tonnes, avec une jauge nette de 75 tonnes. Il peut atteindre une vitesse maximale de 25 nœuds et naviguer à une vitesse de croisière de 14 nœuds, avec une autonomie de 2 000 milles nautiques et une endurance de 14 jours. Le navire est certifié selon les normes MARPOL et est classé pour des voyages illimités, jusqu’à une distance maximale de 120 milles nautiques de la côte.
Il est équipé de deux moteurs diesel à réduction MTU 4000M offrant une puissance combinée de 4 992 kW, ainsi que de deux hélices à pales variables et un propulseur avant. Le navire dispose également de deux génératrices principales Northern Lights M1066 et d'une génératrice d'urgence M1064.
Le navire peut accueillir un équipage de 9 personnes, dont 5 officiers et 4 membres d’équipage, avec 5 couchettes disponibles. Bien que dépourvu d’installations pour hélicoptères, il est doté de ponts spacieux, notamment un pont arrière de 65 m².

## Sabotage
En 2018, le navire a été victime d’un acte de sabotage alors qu'il était en maintenance, et il est resté hors service depuis. Le coût minimum des réparations était estimé à 11M$. Il sera éventuellement démantelé au coût de 412 000 $.